# Stazione di Rijswijk
Rijswijk, è una stazione ferroviaria nella città di Rijswijk, un sobborgo dell'Aia, Paesi Bassi. È una stazione sotterranea passante a quattro binari sulla linea ferroviaria Amsterdam-Rotterdam.